# UCLA Trio
Het UCLA Trio werd in het begin van de jaren 60 van de 20e eeuw gevormd door Ray Manzarek (piano), John Halliberton (bas) en Sam Beale (slagwerk). Er is eigenlijk niet zo veel bekend over dit trio en het zou hoogstwaarschijnlijk in vergetelheid zijn geraakt als Ray Manzarek niet een van de leden was geweest.
Deze toetsenist/pianist zou later een belangrijke bijdrage leveren aan totstandkoming en ontwikkeling van de rockband The Doors.
Het trio dankte zijn naam aan de University of California, Los Angeles: de universiteit waar Manzarek studeerde, en maakte jazz muziek. Opmerkelijk is dat een band bewaard is gebleven van een optreden van het UCLA Trio. Op 29 maart 1961 trad de UCLA Trio op in de Lighthouse Jazz Club in Los Angeles. Het optreden – in ieder geval de opname ervan – duurde een half uur en bevatte de nummers Moaning, Softly (van Sigmund Romberg), Joey, Ikin Retnin (geschreven door Manzarek) en Round Midnight (van Thelonious Monk).
Alle nummers zijn inmiddels via YouTube te beluisteren.

## Bron
- UCLA Trio op het internet